# Футбол на літніх Олімпійських іграх 1988
Футбол на XXIV Літніх Олімпійських іграх, що пройшли в Південній Кореї.
Турнір проходив з 17 вересня 1988 до 1 жовтня 1988 року. Чемпіонами Олімпійських ігор стала збірна СРСР в складі якої були росіяни, українці, грузини, литовці, білоруси та інші. Володарями золотих медалей олімпіади стали українські футболісти: Олексій Чередник, Олексій Михайличенко, Ігор Добровольський, Володимир Лютий, Володимир Татарчук, Євген Яровенко, Вадим Тищенко. Головним тренером команди був вихідець з України Анатолій Бишовець.

## Медалісти
| Золото | Срібло | Бронза |
| СРСР · Дмитро Харін · Олексій Чередник · Гела Кеташвілі · Віктор Лосєв · Ігор Скляров · Сергій Горлукович · Сергій Фокін · Арвідас Яноніс · Олексій Михайличенко · Ігор Добровольський · Євген Кузнецов · Євген Яровенко · Володимир Татарчук · Ігор Пономарев · Олександр Бородюк · Юрій Савичев · Володимир Лютий · Армінас Нарбековас Олексій Прудніков · Вадим Тищенко Тренер: Анатолій Бишовець | Бразилія · Адемір · Алоізіо · Андраде · Батіста · Бебето · Карека · Андре Круз · Едмар · Жеовані · Жуан Пауло · Жоржіньо · Мілтон · Ferreira Neto · Ромаріу · Таффарел · Луис Карлос Рікардо Гомес · Мазіньо · Валдо Фільо · Зе Карлос Тренер: Карлос Альберто Сілва | Західна Німеччина · Рудольф Боммер · Хольгер Фах · Вольфганг Функель · Армін Герц · Роланд Грахаммер · Томас Гесслер · Томас Херстер · Олаф Янсен · Уве Кампс · Герд Клепінгер · Юрген Клінсман · Франк Міль · Карл-Гайнц Рідле · Кристіан Шрайєр · Міхаель Шульц · Ральф Зіверс · Фріц Вальтер · Вольфрам Вуттке Олівер Рек · Гуннар Зауєр Тренер: Йоханнес Лер |